# Der düstere Tag
Der düstere Tag ist ein Gemälde Pieter Bruegels des Älteren. Das 118 cm × 163 cm große Ölbild auf Eichenholz entstand 1565 als eines von sechs Jahreszeitenbildern, von denen fünf erhalten sind. Es befindet sich heute im Kunsthistorischen Museum in Wien Saal 10 (Inv. Nr. GG 1837).

## Das Gemälde

### Inhalt und Gestaltung

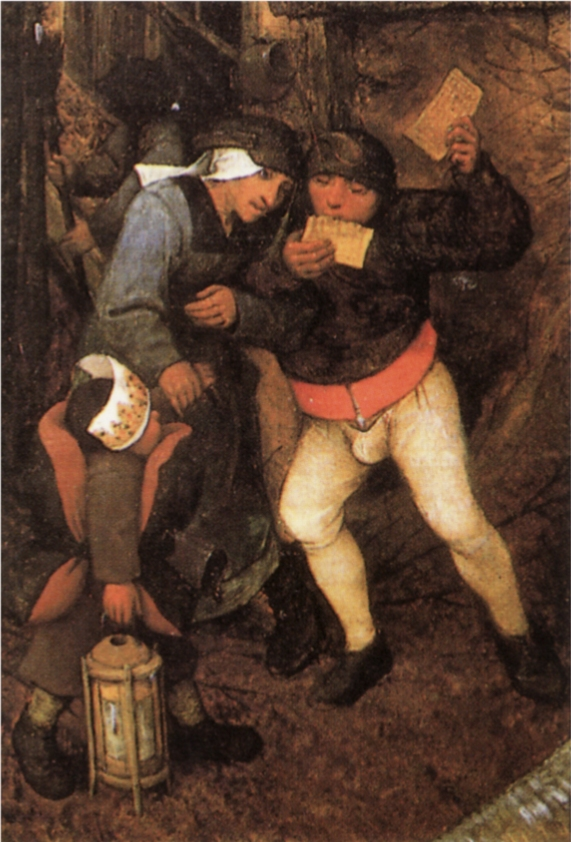
Kinder mit Papierkrone und Waffeln. Detail aus der rechten unteren Ecke

Der Betrachter blickt von einem erhöhten Standpunkt auf das Geschehen wie bei frühen Gemälden Bruegels üblich. Der Vordergrund ist in warmen Brauntönen gehalten, während der Hintergrund in kalten Grün-, Blau- und Grautönen erscheint, damit wird die Tiefenwirkung erhöht. Im windstillen Vordergrund sind Menschen bei jahreszeitlich üblichen Tätigkeiten zu sehen, wie dem Schneiden von Weidenruten. Auch Bräuche und Feste sind angedeutet: Eines der Kinder trägt eine Papierkrone, ein Hinweis auf das Fest der Hl. Drei Könige, ein anderes isst eine Waffel, ein Karnevalsgebäck. In der Bucht mit Flussmündung tobt dagegen ein heftiger Seesturm und lässt Schiffe kentern. Links ragt ein mächtiges Gebirge auf, darin gelegen ist eine große Burganlage. Die im Vordergrund aufstrebenden Bäume stabilisieren die unruhige Komposition.

### Motiv und Deutung
Der Blick zeigt keine reale Gegend, sondern eine sogenannte Weltlandschaft, in der Merkmale verschiedener Weltgegenden versammelt sind: Hier eine nördliche Meeresbucht, dort ein alpines Hochgebirge. Bruegel hatte immer wieder Berge in seine Bilder integriert, obwohl dies seiner flämischen Heimat nicht entsprach. Die Menschen wirken klein und an den Rand gedrängt.

### Hintergrund
Das Bild entstand Mitte des 16. Jahrhunderts während der sogenannten „Kleinen Eiszeit“. Die durchschnittliche Temperatur sank europaweit um etwa 1,5 Grad und bewirkte Reihen von kühlen Sommern und kalten Wintern. So gab es durch Pilzbefall häufig Missernten, aber ebenso durch Unwetter wie Sturm oder Hagel. An den Meeresküsten nahmen Sturmfluten zu.

### Geschichte und Einordnung
Zu Bruegels Zeit zählte man in den Niederlanden nicht vier, sondern sechs Jahreszeiten: Vorfrühling, Frühling, Frühsommer, Hochsommer, Herbst und Winter. Im Jahr 1565 im Auftrag des niederländischen Kunstsammlers Niclaes Jonghelinck angefertigt, gelange die Reihe bereits 1594 als Geschenk für Erzherzog Ernst in Habsburgischen Besitz. Zwei weitere Bilder Die Jäger im Schnee (Winter) und Die Heimkehr der Herde (Herbst) gehören zur Sammlung des Kunsthistorischen Museums Wien. Die Heuernte (Frühsommer) befindet sich im Palais Lobkowitz in der Prager Burg und Die Kornernte (Hochsommer) im Metropolitan Museum of Art in New York. Das Frühlingsbild ging verloren → Die Jahreszeitenbilder